# Volkswagen Erhvervsbiler
Volkswagen Erhvervsbiler eller Volkswagen Nutzfahrzeuge (VWN) er et tysk datterselskab i Volkswagen Group, som producerer erhvervskøretøjer. VWN blev i 1995 lagt ind under Volkswagen Group, hvor det tidligere var under Volkswagen. Hovedsædet er Hannover, hvor også flere produktionsfaciliteter findes.

## Historie
Volkswagen Erhvervsbilers historie går tilbage til skabelsen af Volkswagen Transporter, som var Volkswagens anden model efter Volkswagen Type 1 ("boblen"). Den kom på markedet i 1950 og blev hurtigt en fremgang for firmaet som budbil, men fandtes også i en busversion. Da der ikke længere var plads til produktionen i Wolfsburg, blev produktionen af Transporter flyttet til Stöcken i Hannover. Sammensætningen begyndte i 1956, og produktionen af motorer fulgte i 1958. Fra 1950 til 1961 var der blevet produceret en million Transportere.
I 1975 kom der en større model, Volkswagen LT. Fra 1977 til 1993 samarbejde Volkswagen Erhvervsbiler med MAN Nutzfahrzeuge.
I 1981 begyndte man at bygge mellemtunge lastbiler i Brasilien. Samme år blev Volkswagen Caddy introduceret.
I 1995 blev Volkswagen Erhvervsbiler sit eget mærke indenfor koncernen.

## Produktionssteder
- Hannover, Stöcken
- Hannover, Limmer
- Poznań, Polen
- Resende, Brasilien

| - Forskellige varianter af erhvervsbiler - 1947 "Plattenwagen" − ladvogn - Caddy (Typ 2K) 2005-nu - T1 Transporter / Microbus 1950-1967 - T2 Transporter / Microbus 1967-1979 - T3 Transporter / Caravelle / Vanagon 1979-1990 - T4 Transporter / Caravelle / Eurovan 1990-2003 - T5 Transporter / Caravelle / Multivan 2003-2015 - T5 California 2005-2015 - Volkswagen Transporter (T6) T6 Transporter / Caravelle / Multivan 2015–nu - Amarok 2010–nu - 1993 LT Mk1 facelift 1993-1996 - LT Mk2 1996-2005 - Crafter (LT3) 2006-2017 |